# La storia di Kaj e Gerda
La storia di Kaj e Gerda è un'opera lirica in due atti di Sergej Petrovič Banevič, su libretto di Tat'jana Kalinina. È tratta dalla fiaba di Hans Christian Andersen La regina delle nevi. Composta nel 1979, è stata presentata per la prima volta l'anno successivo al Teatro Kirov di Leningrado.
L'opera ha fin da subito avuto grande successo ed è stata messa in scena presso il teatro pietroburghese per 30 anni. Dal 2013 è nel repertorio del Teatro Bol'šoj di Mosca nella versione ritoccata dall'autore nel 1996. L'allestimento moscovita, curato dal direttore d'orchestra Anton Grišanin e dal regista Dmitrij Beljanuškin, è stato interpretato, tra gli altri, da Agunda Kulaeva e Julija Mazurova nel ruolo della Snežnaja Koroleva (la Regina delle Nevi).